# Портленд Тимберс (1975—1982)
«Портленд Тимберс» (англ. Portland Timbers) — бывший американский профессиональный футбольный клуб, базировавшийся в Портленде, штат Орегон. Команда выступала в Североамериканской футбольной лиге (NASL) с 1975 по 1982 год.

## История
В январе 1975 года NASL наградила расширением франчайзинга Портленд, штат Орегон. Название для нового футбольного клуба было выбрано 8 марта 1975 года среди более 3000 наименований в открытом конкурсе. Команда начала играть в 1975 году. В своем первом сезоне «Тимберс» вышли в финал плей-офф (Соккер Боул), где проиграли «Тампа-Бэй Раудис» со счетом 0-2. Именно в этом сезоне «Тимберс» переехали в центр города Портленд и стали известны как «Соккер Сити США». Несмотря на выход в квалификацию в своём первом сезоне, они проиграли в плей-офф в 1976 и 1977 годах. В 1978 году футболисты прошли в финал, где пали перед «Нью-Йорк Космос». Команда была расформирована в конце сезона 1982 года, так как заработная плата игроков превысила командные доходы. Заслугой «Тимберс» является поднятие футбола на новый уровень как вида спорта в районе Портленда.